# Sabina Frederic
Sabina Andrea Frederic (Buenos Aires, 13 de outubro de 1965) é uma antropóloga social argentina, professora universitária e política. Especialista em militares e segurança, foi Ministra da Segurança da Argentina de 2019 a 2021, no gabinete do presidente Alberto Fernández.
Desde 2021, ela preside a Comissão de Capacetes Brancos.

## Primeiros anos e carreira
Frederic nasceu em 13 de outubro de 1965 em Buenos Aires. Ela estudou antropologia na Universidade de Buenos Aires e depois de obter sua licenciatura, ela completou um doutorado em antropologia social na Universidade de Utrecht, na Holanda. Foi docente permanente da Universidade Nacional de Quilmes desde 2005 e pesquisadora independente do CONICET, onde se especializou no tema da moralidade e da emoção na configuração das forças militares e de segurança na Argentina moderna.
Frederic foi nomeada subsecretária de treinamento do Ministério da Defesa em 2009, cargo que ocupou até 2011. De 2012 a 2014, atuou como assessora do Ministério da Segurança na administração de Nilda Garré.
Em 2017, Frederic se juntou à Frente Federal Ciencia y Universidad, um coletivo de cientistas e intelectuais contrários aos cortes orçamentários e medidas de austeridade impostas às universidades e instituições científicas pelo governo do presidente Mauricio Macri.

## Ministra da Segurança

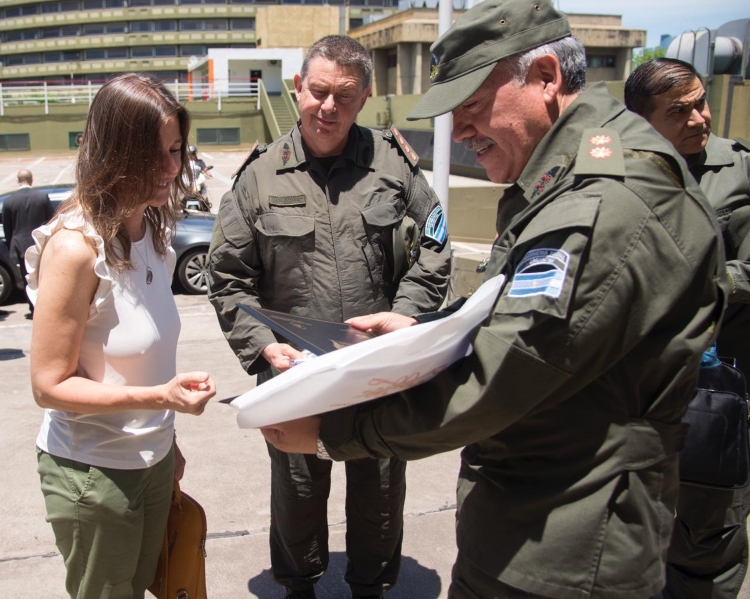
Frederic visitando a sede da Gendarmaria Nacional na cidade de Buenos Aires, dezembro de 2019

Em 6 de dezembro de 2019, o presidente eleito Alberto Fernández anunciou sua intenção de nomear Frederic como ministro da Segurança, sucedendo Patricia Bullrich; Frederic posicionou-se como um oponente ferrenho das políticas de segurança de Bullrich. Ela assumiu o cargo ao lado do restante do gabinete de Fernández em 10 de dezembro de 2019.
Em 24 de dezembro, ela publicou a Resolução 1231/19, que reverteu muitas das políticas de Bullrich no Ministério: ela derrubou os protocolos anteriores sobre o uso de armas de fogo pelas forças de segurança e determinou a criação de um protocolo sobre o uso de armas taser; além disso, a resolução anulou o programa de fiscalização de infratores no sistema ferroviário e o Protocolo 1149, que “permitia que as forças de segurança lesassem os direitos dos cidadãos LGBT”.
Em termos de políticas, Frederic tem falado abertamente sobre seu apoio à descriminalização da maconha para uso pessoal.
Em abril de 2020, Frederic afirmou que o ministério continuaria a política de vigilância cibernética de seu antecessor para medir o "humor social"; essas declarações foram amplamente criticadas por organizações sociais e pela oposição.
Após as más exibições do governo nas eleições primárias legislativas de 2021, Frederic foi substituída por Aníbal Fernández como parte de uma reformulação do gabinete.

## Obras publicadas
Frederic é autora ou coautora de alguns dos seguintes livros e publicações:
- Federalismo y descentralización en grandes ciudades (em espanhol). [S.l.]: Prometeo Libros. 2004. ISBN 978-950-9217-72-0 (coautoria com Marcelo Escolar e Gustavo Badía)
- Buenos vecinos, malos políticos (em espanhol). [S.l.]: Prometeo Libros. 2004. ISBN 978-950-9217-83-6
- Los usos de la fuerza pública (em espanhol). [S.l.]: Universidad Nacional de General Sarmiento. 2008. ISBN 978-987-630-033-9
- Las trampas del pasado (em espanhol). [S.l.]: Fondo de Cultura Económica. 2013. ISBN 978-950-557-992-1
- Fuerzas Armadas en democracia. Percepciones de los militares argentinos sobre su reconocimiento (em espanhol). [S.l.]: Prohistoria Ediciones. 2015. ISBN 978-987-3864-05-6 (coautoria com Laura Masson e Germán Soprano)
- Cultura y política en etnografías sobre la Argentina (em espanhol). [S.l.]: Universidad Nacional de Quilmes. 2017. ISBN 978-987-558-494-5 (coautoria com Germán Soprano, Beatriz Ocampo e Carlos Kuz)